# 広島県道400号藤尾井関線
広島県道400号藤尾井関線（ひろしまけんどう400ごう ふじおいせきせん）は、広島県福山市から神石郡神石高原町に至る一般県道である。

## 概要
福山市新市町大字藤尾から神石郡神石高原町井関に至る。

### 路線データ
- 起点：福山市新市町大字藤尾（広島県道26号新市七曲西城線交点）
- 終点：神石郡神石高原町井関（広島県道259号帝釈峡井関線交点）
- 総延長：12.5 km
- 異常気象時通行規制区間：全区間

## 歴史
- 1972年（昭和47年）11月24日 - 広島県告示第983号により認定される。
- 2003年（平成15年）2月3日 - 芦品郡新市町が福山市に編入されたことにより起点の地名表記が変更される（芦品郡新市町藤尾→福山市新市町藤尾）。
- 2004年（平成16年）11月5日 - 神石郡の全町村が対等合併して神石高原町に移行したことにより終点の地名表記が変更される（神石郡三和町井関→神石郡神石高原町井関）。

## 地理

### 通過する自治体
- 広島県
  - 福山市 - 神石郡神石高原町

### 交差する道路
| 交差する道路               | 市町村名 | 市町村名   | 交差する場所   | 交差する場所 |
| -------------------------- | -------- | ---------- | -------------- | ------------ |
| 広島県道26号新市七曲西城線 | 福山市   | 福山市     | 新市町大字藤尾 | 起点         |
| 広島県道259号帝釈峡井関線  | 神石郡   | 神石高原町 | 井関           | 終点         |

### 沿線
- 藤尾の滝
- 藤尾ダム
- 藤尾スポーツ広場